# Metoda Poldi

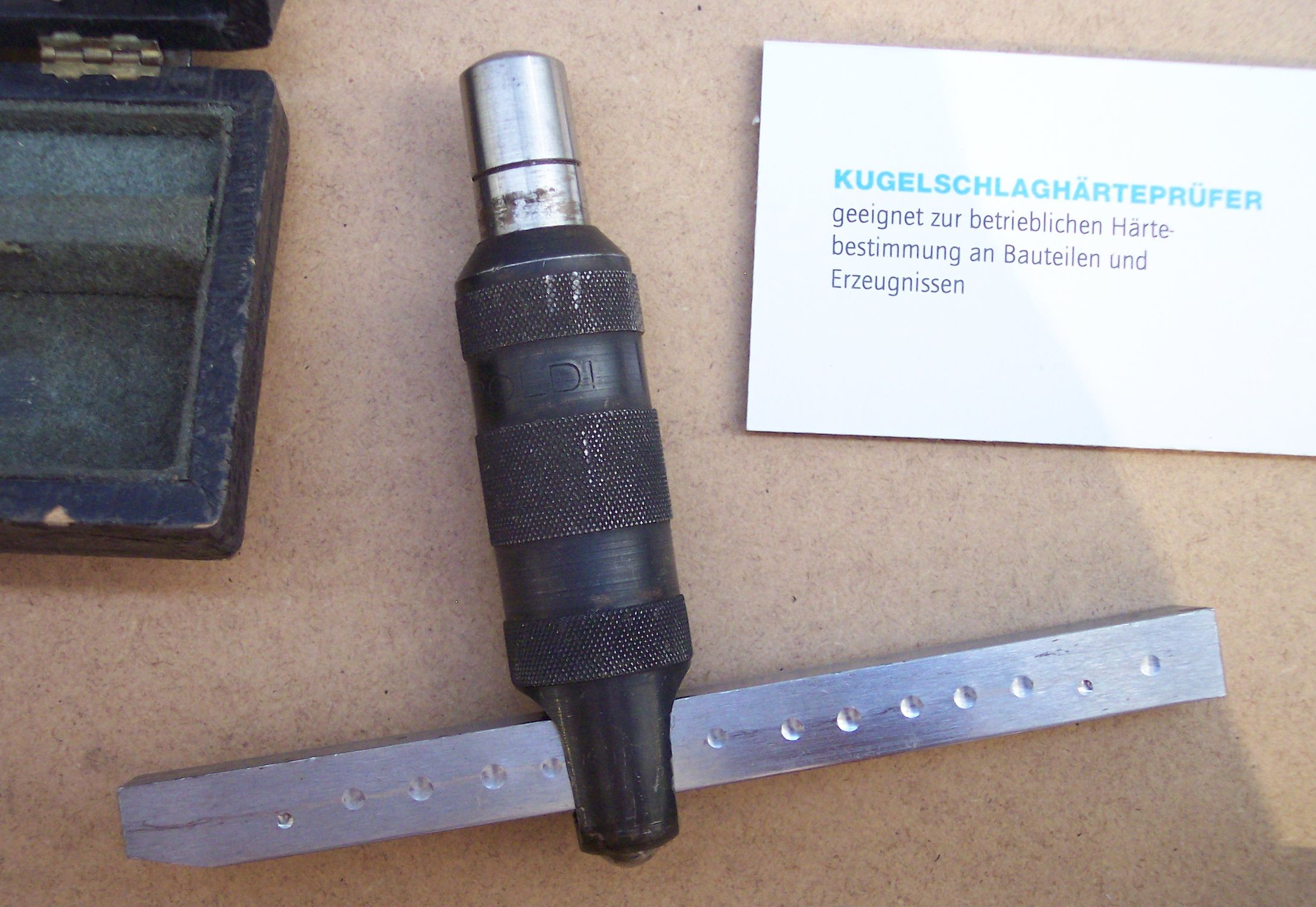
Przyrząd do badania twardości metodą Poldi wraz z materiałem wzorcowym

Metoda Poldi – dynamiczna metoda pomiaru twardości metali, odmiana metody Brinella. Polega na porównaniu odcisków metalowej kulki na materiale badanym i wzorcowym w wyniku uderzenia w przyrząd młotkiem. Metoda ta pozwala na oszacowanie czy badany materiał jest twardszy od materiału wzorcowego oraz po dokonaniu specjalnych obliczeń na określenie przybliżonej twardości materiału. Metoda została opracowana latach 20. XX w. w hucie Poldi w Czechach. Oznaczanie twardości HBp (twardość Brinella metodą Poldi) powinno się przeprowadzać sprzętem i sposobem zgodnym z polską normą branżową BN-4053-01:1967 "Obrabiarki i urządzenia do obróbki metali - Próba twardości odlewów z żeliwa sposobem porównawczym Poldi".

## Zasada pomiaru
Pomiar twardości za pomocą metody Poldi polega na przyłożeniu impulsowej siły za pomocą młotka o masie 0,5 kg (stąd popularna nazwa metody „młotek Poldi”.) w celu wykonania odcisku w materiale badanym. Dzięki budowie młotka możliwe jest wykonanie dwóch odcisków (na materiale badanym i wzorcowym). Dzięki czemu siła przyłożona do obu materiałów jest taka sama. Stosując tę metodę można oszacować twardość w stopniach Brinella na podstawie wzoru:
{\displaystyle HBp=HB_{W}{\frac {D-{\sqrt {D^{2}-d_{1}^{2}}}}{D-{\sqrt {D^{2}-d_{2}^{2}}}}}}
gdzie:
HBp – twardość mierzona w stopniach Brinella sposobem porównawczym Poldi
HBW – twardość materiału wzorcowego w stopniach Brinella
D – średnica kulki pomiarowej
d1 – odcisk kulki w płytce wzorcowej
d2 – odcisk kulki w materiale badanym
Ponieważ standardowo kulka pomiarowa ma średnicę 10 mm, to powyższy wzór można uprościć do postaci:
{\displaystyle HBp=HB_{W}{\frac {10-{\sqrt {100-d_{1}^{2}}}}{10-{\sqrt {100-d_{2}^{2}}}}}}
Przy dokładnych pomiarach twardości metodą Poldi ważne jest, aby materiał wzorcowy posiadał zbliżoną twardość do materiału badanego.

## Zastosowanie
Metoda Poldi ze względu na szybkie zużywanie się płytki wzorcowej (najdroższego elementu) oraz małej dokładności pomiaru nie znajduje zastosowania w typowych pomiarach twardości. Jednak ze względu na małe wymiary przyrządu i krótki czas trwania pomiaru metodę tę stosuje się przy pomiarach twardości:
- elementów o dużych rozmiarach (np. śrub napędowych statków),
- elementów, które ze względów ekonomicznych, technologicznych lub innych nie mogą być zdemontowane do wykonania pomiaru,
- elementów o podwyższonej temperaturze pracy[4].

### Wady
- Mała dokładność pomiarów[5]
- Duże koszty związane ze zużywaniem się płytki wzorcowej[5]

### Zalety
- Wynik porównawczy uzyskuje się zaraz po pomiarze bez żadnych obliczeń
- Brak konieczności demontażu dużych elementów[5]
- Możliwość pomiaru twardości materiałów o podwyższonej temperaturze[5]